# Ikarus 620
Ikarus 620 — городской автобус средней вместимости производства венгерской фирмы Ikarus, выпускавшийся в 1958—1972 годах.
Модель выпускалась на трёх предприятиях: Ikarus делал обычные автобусы, Mavaut — сочленённые, а Puli — сочленённые и специальные, в том числе экскурсионные.

## Общие сведения
Создан на базе Ikarus 60, имеет рамную конструкцию и расположенный спереди двигатель, но внешне выглядел гораздо скромнее пригородных Ikarus 55 и Ikarus 66.
Этот автобус предназначался в основном для городских маршрутов, хотя часто работал и на пригородных маршрутах.
Для посадки-высадки пассажиров в автобусе располагались две автоматические ширмовые двери с пневматическим приводом и шириной 1175 мм каждая. В кабине имелось две двери (для водителя и кондуктора), которые открывались против хода.
Благодаря трёхрядной компоновке и большим накопительным площадкам в салоне Ikarus 620 могло разместится около 80 пассажиров при 20-23 посадочных местах. По этим качествам 620 модель значительно превосходила однотипные советские автобусы ЗИС-155, ЗИЛ-158 и ЛАЗ-695.
В основном Ikarus 620 комплектовались дизельными двигателями Csepel D-613 с рабочим объёмом 7,99 л. и мощностью 125 л.с. Также автобус мог комплектоваться более мощным 8,28-литровым двигателем Csepel D-614 (145 л.с.).
Все двигатели работали с механической пятиступенчатой коробкой передач с синхронизацией на II-V передачах. Все модели 620 имели сцепление с гидравлическим приводом и пневматическую тормозную систему.

## Применение
Ikarus 620 с самого начала производства стал достаточно распространённым автобусом в Венгрии, где его использовали не только как городской автобус, но и как автолавка. Тем не менее, Ikarus 620 экспортировался во многие страны Варшавского договора, где использовался в крупных столичных автотранспортных предприятиях (например, в Варшаве и Праге).
С 1959 года автобус поставлялся в СССР в одиночном исполнении, и реже в междугородней модификации (Ikarus 630), а также спецавтомобилей на её базе (флюооромобили и стоматологические кабинеты).
Машины этого типа эксплуатировались в городах СССР до конца 1970-х годов.
Некоторые списанные автобусы переделывались автотранспортными предприятиями в грузовые автомобили и фургоны.